# WordPerfect (wielerploeg)

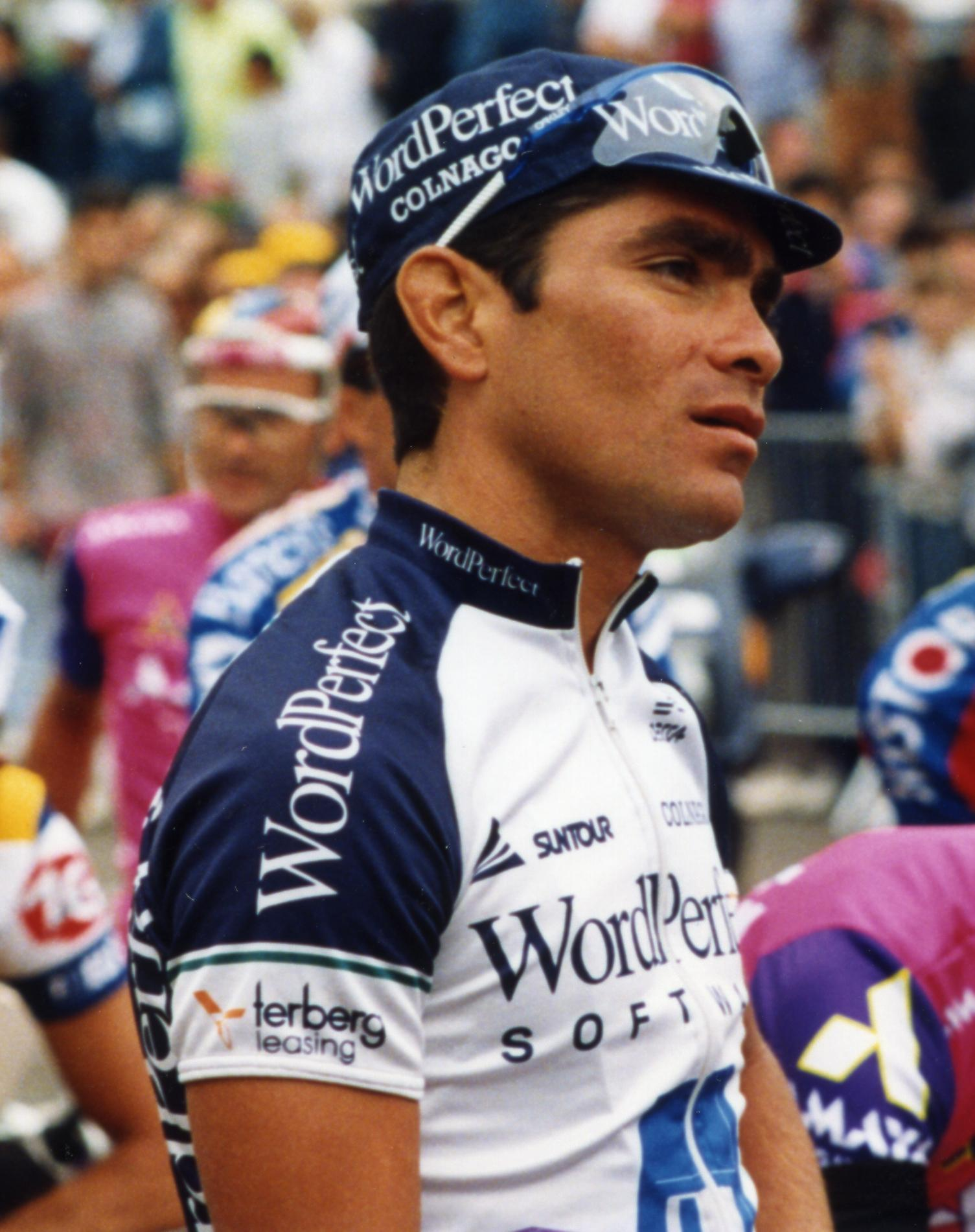
Raúl Alcalá, uitkomend voor Wordperfect in 1993

WordPerfect is een voormalige professionele wielerploeg, rijdend met een Nederlandse licentie in de jaren 1993-1994. Het was de voortzetting van Buckler van ploegleider Jan Raas. In aantallen en aansprekendheid van de overwinningen haalde WordPerfect niet het niveau van z'n voorgangers Superconfex en Buckler. In 1995 is de naam Wordperfect weer van het shirt verdwenen en vervangen door Novell.
Een aantal, later bekend geworden, renners begon als stagiair bij de Wordperfect-ploeg. In 1993 waren dat Michael Boogerd en Léon van Bon die er ook in 1994 reden. En in 1994 Michael Blaudzun en Wim Vansevenant.

## Belangrijkste overwinningen
1993
- Driedaagse van De Panne

Eindklassement: Eric Vanderaerden
- Brabantse Pijl

Edwig Van Hooydonck
- Ronde van Romandië

2e etappe: Edwig Van Hooydonck
- Dauphiné Libéré

Proloog: Raúl Alcalá
1e etappe: Frédéric Moncassin
3e etappe: Raúl Alcalá
- Ronde van Luxemburg

4e etappe: Edwig Van Hooydonck
- Ronde van Burgos

5e etappe: Raúl Alcalá
- Tour DuPont

Eindklassement: Raúl Alcalá
- Veenendaal-Veenendaal

Rob Mulders
- GP Jef Scherens

Frans Maassen
- Omloop van het Houtland

Danny Daelman
1994
- Ronde van Zweden

Eindklassement: Erik Dekker
- Tour DuPont

Eindklassement: Vjatsjeslav Jekimov
- Veenendaal-Veenendaal

Vjatsjeslav Jekimov
- Ronde van Valencia

Eindklassement: Vjatsjeslav Jekimov
- Ronde van Luxemburg

3e etappe (B): Frans Maassen
Eindklassement: Frans Maassen
- Tour de la Haute-Sambre

Léon van Bon
- Ronde van Limburg

Marc Wauters
- Ster van Zwolle

Marc Wauters